# AS-30
L'AS-30 és un míssil aire-superfície construït a França per l'empresa Aérospatiale, dissenyat sobre la base del míssil AS-20 també construït per l'empresa francesa.
Inicialment va usar el sistema de guia d'aquest arma, que requeria que els pilots busquessin l'arma visualment i corregissin la seva trajectòria amb un petit joystick, mentre volaven el seu propi avió. Tots aquests sistemes MCLOS van demostrar ser molt difícils d'usar en la pràctica. L'AS-30L actualitzat va substituir aquest sistema amb un sistema de gir làser semiactiu, que permet que el míssil voli cap a l'objectiu sense la intervenció de l'operador. Aproximadament 60 AS-30L es van llançar durant l'Operació Tempesta del Desert i l'Operació Força Deliberada amb gran èxit.
El sistema de guia de l'AS-30, igual que l'AS-20, és tipus MCLOS.
L'AS-30L va ser desenvolupat per Aérospatiale i Thompson-CSF entre l'any 1974 i el 1988 sobre la base de l'AS-30, implementant-li la beina làser ATLIS i un cap làser, l'única diferència de l'AS-30L està en el seu sistema de guia, l'AS-30 té el seu nas filosa i l'AS-30L la té lleugerament esmussada, els primers AS-30L van ser lliurats el 1983.
L'AS-30L és utilitzat contra objectius que requereixen molta precisió, en canvi l'actualment com l'AS-30 és difícil de disparar, per la qual cosa es deixat d'utilitzar.

## Disseny
El primer AS-30 va ser un desenvolupament de la dècada de 1960 Nord AS-20, per permetre tant un augment en l'abast com una ogiva molt més gran, i és gairebé idèntic al disseny anterior de l'AS-20. L'AS-30 té quatre aletes posteriors de gran escombratge abrupte, com les de l'AS-20, cruciformes en secció transversal al voltant de la secció mitjana del seu cos. No obstant això, a causa de la seva mida més gran, l'AS-30 a més té quatre aletes més petites en la part posterior del cos del míssil per augmentar l'estabilitat a l'hora de volar.
L'AS-30 té un motor de coet de combustible sòlid de dos trams. Una secció de reforç de temps de combustió curta s'esgota a través de dos filtres grans situades a mig camí entre les vores posteriors de les grans aletes del míssil, després de la qual cosa s'encén un sostenidor de temps de combustió més perllongat, i s'escapa a través d'un filtre situat al centre de la part posterior del cos de míssil Igual que amb l'AS-20, l'AS-30 usa una guia simple de MCLOS amb el pilot alineant les bengales situades prop de la part posterior del míssil amb l'objectiu i controlant el míssil en vol després del llançament amb un petit joystick, enviant comandos de direcció al míssil a través d'un enllaç de ràdio. Els comandos d'adreça condueixen el míssil de retorn a la línia de visió mitjançant l'embranzida vectorial, mitjançant el moviment d'una de les quatre paletes metàl·liques al voltant del filtre de sustentador. El gir intern del míssil li dona a la unitat de comando de míssils la posició correcta del míssil en vol, per la qual cosa cadascuna de les quatre paletes d'embranzida pot actuar al moment correcte per dirigir el míssil de retorn a la trajectòria de vol correcta.

## AS-30
L'AS-30L és un míssil d'aire a terra de curt a mig abast francès que empra la guia de gir del làser. L'AS-30L va ser un desenvolupament del míssil AS-30 de la dècada de 1970, que utilitza la guia MCLOS a través d'un enllaç de comando de radi entre l'aeronau i el míssil. L'única diferència entre l'AS-30 i l'AS-30L és el seu sistema de guia. En aparença, l'AS-30 anterior té un nas afilat i l'AS-30L té un nas lleugerament esmussat. L'AS-30L es empra per atacar objectius que requereixen un alt grau de precisió per enganxar-se de manera efectiva, però també són prou perillosos com per requerir un perfil d'atac de "distància" de major distància per reduir el perill per a l'aeronau i el pilot a terra. Defenses antiaèries basades. El míssil té un abast de 3 a 11 quilòmetres, porta una ogiva de 240 quilograms i reclama un CEP d'1 metre amb designadores làser en l'aire o en terra.

## Història operacional

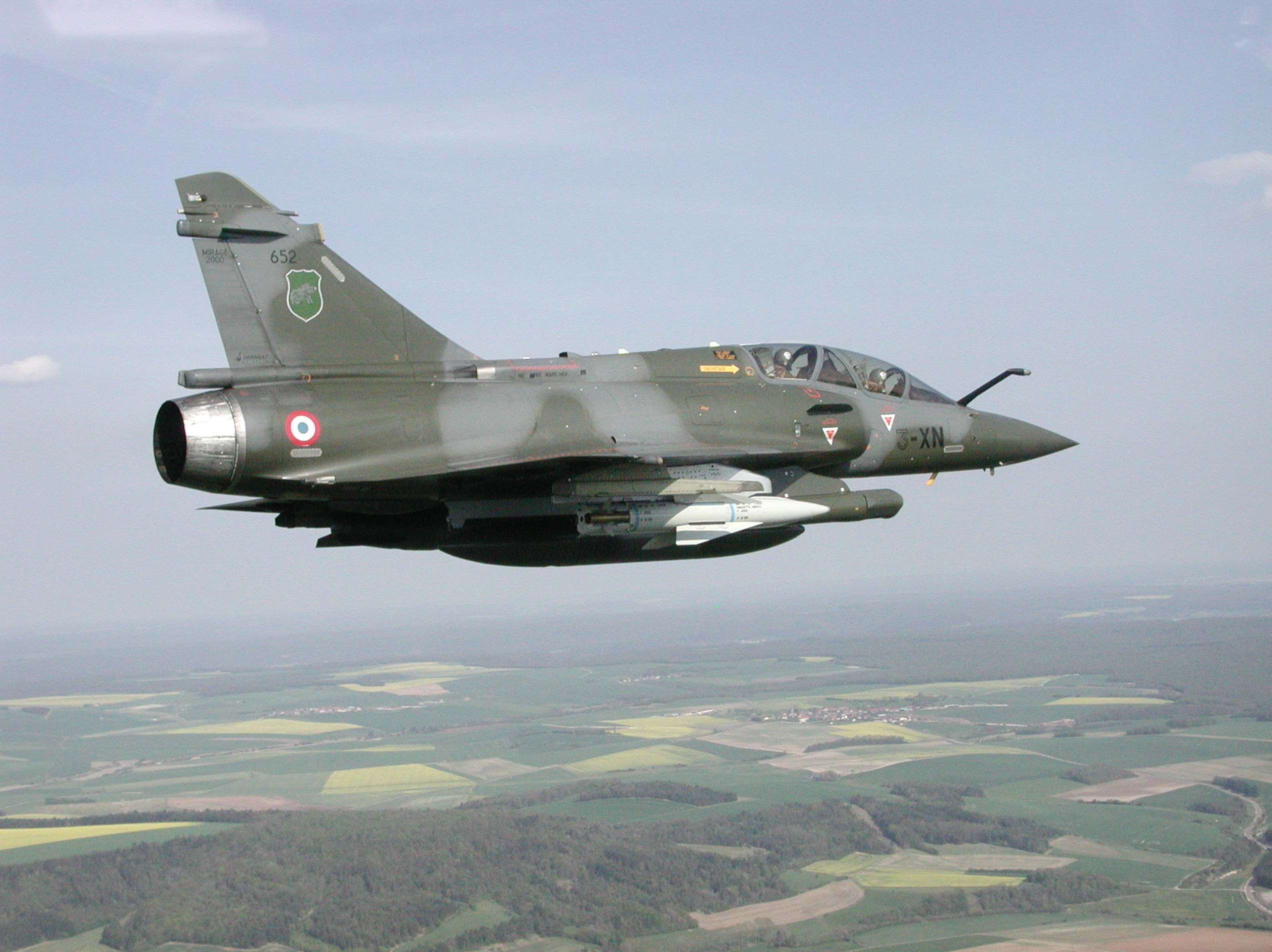
Mirage 2000D portant un míssil AS-30L.

AS.30 s'ha exportat a diverses nacions europees i a moltes nacions vinculades a França. L'AS.30L es va exportar amb un nombre menor a més països. Durant la guerra del Golf de 1991, les forces franceses van disparar al voltant de 60 AS.30L en combat. Tot i que l'AS.30 gairebé no s'utilitza, l'AS.30L continua en ús actiu.
L'AS-30L va ser desplegat per l'avió francès SEPECAT Jaguar durant l'Operació Tempesta del Desert a l'Iraq i l'Operació Força Deliberada a Bòsnia, amb aproximadament 60 míssils llançats. El míssil va demostrar ser altament efectiu i precís, amb una taxa d'èxit del 97 %.
L'AS-30L va ser desplegat per un avió naval francès Super-Étendard durant l'Operació Harmattan a Líbia. En aquest moment ja no estava en servei amb la Armée de l'Air.
L'AS-30L va ser desplegat pels avions de combat modificats Mirage F-1EQ-5/6 de l'Iraq durant les últimes etapes de la Guerra Iran-Iraq, on el míssil va demostrar bastant èxit, encara que no se sap oficialment la taxa d'èxit del mateix en aquest conflicte, va ser usat en atacs a terra i contra objectius iranians.

## Variants
La versió original de l' AS.30 utilitza guies de comandament per ràdio i es pot identificar pel nas punxegut. La força aèria francesa també utilitza una bossa d'orientació amb càmera IR per rastrejar el míssil i ajustar-ne el rumb automàticament. En aquesta configuració s'utilitza el míssil AS.30 original.

## Operadors
- Alemanya
- Argentina
- Egipte
- Emirats Árabs Units
- França
- Gabon
- Israel
- Jordània
- Índia
- Iraq
- Níger
- Nigèria
- Oman
- Pakistan
- Perú
- Regne Unit
- Suissa
- Sud-àfrica[3]
- Veneçuela